# Lynda Dematteo
Lynda Dematteo (Villedieu les Poêles, 1974) è un'antropologa e politologa francese.

## Biografia
Di origini italiane, dopo il diploma nel 1996 all'Institut d'études politiques de Lille, studia in Erasmus presso l'università di Bologna e ottiene nel 1998 un master presso l'École des Hautes Études en Sciences Sociales in antropologia sociale ed etnologia.
Nel dicembre 2002 svolge la tesi di dottorato sul tema De la bouffonnerie en politique. Ethnographie du mouvement Lega Nord en Bergamasca, premiata con la menzione d'onore dalla commissione. Tale tema è l'argomento più noto della propria successiva analisi sui fenomeni sociali italiani: nel 2007, infatti, pubblica il saggio L'idiota in politica. Antropologia della Lega Nord (L'idiotie en politique. Subversion et néo-populisme en Italie), edito in Francia nel 2007 e tradotto e pubblicato in italiano nel 2011, ad opera di Feltrinelli. Nel volume critica fortemente il partito italiano, descrivendolo come un movimento che ha avuto successo nella società interpretando la parte del "buffone".
Dal 2002 al 2004 è stata docente a contratto presso l'Université Lille III, dal 2004 al 2006 lecturer in studi internazionali presso l'Università di Montréal nel Québec. Lavora presso l'Institut Interdisciplinaire d'Anthropologie du Contemporain (IIAC) di Parigi.

## Opere
- L'idiotie en politique. Subversion et néo-populisme en Italie, 2007 (L'idiota in politica. Antropologia della Lega Nord)
  - (FR) Lynda Dematteo, L'idiotie en politique. Subversion et néo-populisme en Italie, Parigi, Fondation Maison des sciences de l'homme, giugno 2007, ISBN 978-2-7351-1090-2.
  -  Lynda Dematteo, L'idiota in politica. Antropologia della Lega Nord, traduzione di Matteo Schianchi, prefazione di Gad Lerner, Milano, Feltrinelli, giugno 2011, ISBN 978-88-07-17207-6.
- La Ruée des entrepreneurs italiens vers la Roumanie, 2009
  - (FR) Lynda Dematteo, La Ruée des entrepreneurs italiens vers la Roumanie (PDF), Parigi, Notre Europe, 2009 (archiviato dall'url originale il 9 ottobre 2009).